# Glaðsheimr
En la mitología nórdica, Gladsheim (nórdico antiguo Glaðsheimr) es el lugar del Asgard donde se encontraba ubicado el palacio de Odín, el Valhalla, según es mencionado en el poema Grímnismál de la Edda poética en un listado de moradas de los dioses que realiza Grímnir.
| Glaðsheimr heitir inn fimmti þars in gullbjarta Valhöll víð of þrumir; en þar Hroftr kýss hverjan dag vápndauða vera. | El quinto se llama Gladsheim, allí de oro brillante, se encuentra el amplio Valhalla, allí Hropt elige cada día los hombres que morirán por las armas. |
| Edda poética - Grímnismál, estrofa 8                                                                                  | |

Snorri Sturluson señala en Gylfaginning que Gladsheim era el salón de encuentros donde los Æsir mantenían un consejo. Se encontraba ubicado en las planicies de Ida o Iðavöllr en el Asgard, cerca del palacio de Vingólf, lugar de reunión de los dioses.

XIV. ...Fue el primer trabajo que realizó ese consejo, en donde había doce asientos, y un trono para el propio Odín. Esa casa es la mejor y más grande que cualquiera sobre la tierra, por dentro y por fuera es toda como una pieza de oro; los hombres la llaman Gladsheim...
Snorri Sturluson. Gylfaginning, Edda prosaica